# リカソリ砦
リカソリ砦（リカソリとりで マルタ語: Forti Rikażli）は、マルタのカルカラにある要塞砦で、1670年から1698年の間に聖ヨハネ騎士団によって建てられた。砦はガロウズポイントとして知られる岬とリネラ湾の北岸を占め、聖エルモ砦とともにグランド・ハーバーの入り口にのぞんでいる。